# Gitoki
Gitoki (Kinyarwanda Umurenge wa Gitoki) ist einer von 14 Sektoren im Distrikt Gatsibo in der Ostprovinz von Ruanda.

## Geographie
Gitoki hat eine Fläche von 74,89 km² und liegt auf einer Höhe von etwa 1440 m. Der Sektor unterteilt sich in die sechs Zellen Bukomane, Cyabusheshe, Karubungo, Mpondwa, Nyamirama und Rubira. Nachbarsektoren sind im Norden Kabarore, im Osten Rwimbogo, im Südosten Rugarama, im Südwesten Remera, im Westen Kageyo und im Nordwesten Gatsibo.

## Bevölkerung
Zur Volkszählung von 2022 betrug die Einwohnerzahl 43.414 Einwohner. Zehn Jahre zuvor waren es 33.409, was einem jährlichen Bevölkerungszuwachs von 2,6 Prozent zwischen 2012 und 2022 entspricht.

## Verkehr
Durch den Sektor verläuft in Ost-West-Richtung eine Stand 2022 nicht asphaltierte District Road. An der Ostspitze des Sektors trifft diese auf die in Nord-Süd-Richtung verlaufende, asphaltierte Nationalstraße 24.